# 杨亚州
杨亚州（？—），男，福建漳浦人，中国木偶雕刻艺术家，漳州“福春派”布袋木偶戏第五代传承人。

## 家庭
父亲杨胜，弟弟杨烽、杨辉均为木偶艺术家。